# الدوري التشيكوسلوفاكي 1964–65
الدوري التشيكوسلوفاكي 1964–65 هو الموسم 58 من الدوري التشيكوسلوفاكي ‏. أشرف على تنظيمه اتحاد جمهورية التشيك لكرة القدم، وكان عدد الأندية المشاركة فيه 14، وفاز فيه سبارتا براغ.